# Ambasciata del Brasile a Berna
L'ambasciata del Brasile a Berna è la missione diplomatica della Repubblica Federale del Brasile presso la Confederazione Elvetica. È accreditata anche presso il Liechtenstein.
La sede dell'ambasciata si trova a Berna, in Monbijoustrasse, 68.
L'ambasciatore presso Svizzera e Liechtenstein è Evandro De Sampaio Didonet dal 27 novembre 2018.

## Altre sedi diplomatiche di Svizzera in Brasile
Oltre all'ambasciata a Berna, in Svizzera sono presenti 2 consolati brasiliani:
| Tipologia          | Sede    | Zona di competenza |
| ------------------ | ------- | --- |
| Consolato generale | Ginevra | Cantoni Ginevra, Friburgo, Vaud e Vallese, Neuchâtel, Giura |
| Consolato generale | Zurigo  | Cantoni Berna, Soletta, Glarona, Lucerna, Basilea Città/Campagna, Sciaffusa, Obvaldo/Nidvaldo, Svitto, Uri, Zugo, Zurigo, Appenzello Interno/Esterno, San Gallo, Turgovia, Ticino, Grigioni. Il Consolato Generale è inoltre competente per il Liechtenstein. |